# 徳川篤敬
徳川 篤敬（とくがわ あつよし、1855年11月9日（安政2年9月30日） - 1898年（明治31年）7月12日）は、水戸徳川家第12代当主。位階・勲等・爵位は従二位勲二等侯爵。
水戸藩の第10代藩主・徳川慶篤の長男で、叔父である第11代藩主・徳川昭武の養嗣子となった。最後の将軍・徳川慶喜の甥でもある。妻は松平頼聰の長女・總子（又従姉妹にあたる）。弟に徳川篤守（清水徳川家当主）がいる。子に徳川圀順、徳川宗敬、敬子（松浦陞室）らがいる。幼名は鉄之允。諡号は定公。

## 経歴
陸軍士官学校を卒業後、明治12年（1879年）にフランスに留学する。明治16年（1883年）、養父・昭武の隠居により家督を相続する。イタリア特命全権公使、式部次長などを歴任する。明治26年（1893年）には大日本写真品評会会長に就任している。
帝国議会開設に伴い、1890年（明治23年）2月、貴族院侯爵議員に就任し、死去するまで在任した。墓所は常陸太田市瑞龍山。

## 栄典
- 1884年（明治17年）7月7日 - 侯爵[3]
- 1890年（明治23年）10月8日 - 従三位[4]
- 1896年（明治29年）3月4日 - 勲四等瑞宝章[5]
- 1897年（明治30年）6月30日 - 勲三等瑞宝章[6]
- 1898年（明治31年）7月12日 - 従二位勲二等瑞宝章[7][8]

外国勲章佩用允許
- 1893年（明治26年）9月27日 - イタリア王国：王冠第一等勲章[9]
- 1896年（明治29年）
  - 2月24日 - イタリア王国：サンモーリスエラザル第一等勲章[10]
  - 10月8日 - ロシア帝国：神聖スタニスラス第一等勲章[11]
  - 10月23日 - 安南国：龍星第二等勲章[12]
- 1897年（明治30年）5月28日 - フランス共和国：レジオンドヌール勲章コマンドール[13]